# إباحية (فرقة)
الإباحية هي فرقة من المتصوفة المبطلة. قالوا ليس قدرة لنا على الاجتناب عن المعاصي ولا على الإتيان بالمأمورات، وليس لأحد في هذا العالم ملك رقبة ولا ملك يد. والجميع مشتركون في الأموال والأزواج. وذكر ابن الجوزي وابن جرير الطبري أن هؤلاء الإباحية كانوا يستحلّون المحرمات في الإسلام.